# 奥尔吕 (厄尔-卢瓦省)
奥尔吕（法語：Orlu，法語發音：[ɔʁly]）是法国厄尔-卢瓦省的一个旧市镇，属于沙特尔区。2016年1月1日，奥尔吕与市镇戈梅维尔合并为新的戈梅维尔。

## 地理
奥尔吕（48°22'13"N, 1°55'8"E）面积5.22 平方千米，位于法国中央-卢瓦尔河谷大区厄尔-卢瓦省，该省份为法国北部内陆省份，北起顺时针与厄尔省、伊夫林省、埃松省、卢瓦雷省、卢瓦-谢尔省、萨尔特省和奧恩省接壤。
与奥尔吕接壤的市镇（或旧市镇、城区）包括：维耶维尔、瓦松维尔、阿尔德吕。
奥尔吕的时区为UTC+01:00、UTC+02:00（夏令时）。

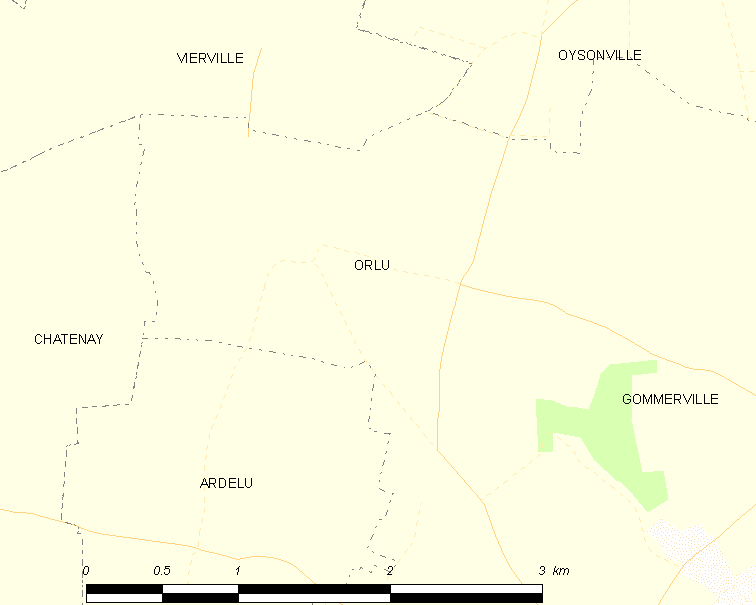
奥尔吕的OSM定位图

## 行政
奥尔吕的邮政编码为28700，INSEE市镇编码为28288。

## 政治
奥尔吕所属的省级选区为欧诺县。

## 人口

1962-2008年间奥尔吕人口变化图示

奥尔吕于2018年1月1日时的人口数量为38人。